# Suzanne Ziellenbach
Suzanne Ziellenbach (1960) is een Duitse actrice.
Suzanne volgde de Hochschule für Musik und Darstellende Kunst in Stuttgart, waar ze in 1988 haar diploma behaalde. Niet veel later volgde ze een opleiding aan de Westfälische Wilhelms-Universität van Münster, gevolgd door de studies Duits en Kunstgeschiedenis. Haar acteerdebuut maakte ze in de Duitse soapserie Gute Zeiten, Schlechte Zeiten als bitch Lilo Gottschick.
Later speelde Ziellenbach de rol van commissaris Barbara Grund in Schwarz greift ein, maar was ook te zien als Ruth Fabian in Vater wider Willen. Als filmactrice was Suzanne onder andere te zien in First Love, Das Gelübde, Der Mörder meiner Mutter, Sommernachtsdod, Die Unbestechliche en Schwurgericht. Op dit moment is ze nog zelden in televisieseries te zien. Ze houdt zich vooral bezig met het maken van documentaires voor onder andere WDR en ARTE en het lesgeven aan acteurs.

## Filmografie
- 1992: Großstadtrevier - Revanche (televisieserie)
- 1992–93: Gute Zeiten, schlechte Zeiten (televisieserie, 27 afleveringen)
- 1994: Stadtklinik (televisieserie, 7 afleveringen)
- 1994–1999: Die Wache (televisieserie, verschiedene Rollen, 3 afleveringen)
- 1994: Der Schattenmann (televisie-vijfdeler)
- 1994: Alles außer Mord – Wahnsinn mit Methode (televisieserie)
- 1995: Immenhof (televisieserie, 2 afleveringen)
- 1995: Die Frau des Anwalts (bioscoop)
- 1995: Schwurgericht – Die Laborindianer (televisieserie)
- 1995: Die Kommissarin - Familienfest (televisieserie)
- 1996: Marienhof (televisieserie, 1 aflevering)
- 1996: Der Fahnder - Die Kündigung (televisieserie)
- 1996: Mit aller Gewalt – Mein Sohn gehört mir
- 1997: Der Mordsfilm – Der Mörder meiner Mutter (televisieserie)
- 1997: Der Spieler oder Duell zu dritt - Manöver des letzten Augenblicks (televisieserie)
- 1998: Ein Fall für Zwei - Verladen und verkauft (televisieserie)
- 1998: Vater wider Willen (televisieserie, 4 afleveringen)
- 1998: Alarm für Cobra 11 – Die Autobahnpolizei - Ein Leopard läuft Amok (televisieserie)
- 1998: First Love – Die große Liebe (televisieserie)
- 1998: Die Unbestechliche - Recht ist teuer (televisieserie)
- 1999: Schwarz greift ein (televisieserie, 11 afleveringen)
- 1999: Verschwinde von hier
- 2003: Die Anrheiner (televisieserie, 1 aflevering)
- 2003: Sommernachtstod
- 2004: Ina und Leo - Weiberfastnacht (televisieserie)
- 2007: Das Gelübde (bioscoop)